# Düsseldorfs flygplats
Düsseldorfs flygplats (IATA: DUS, ICAO: EDDL) (tyska: Flughafen Düsseldorf; till mars 2013 Düsseldorf International Airport) är en internationell flygplats och Tysklands fjärde största flygplats (2021). Endast Frankfurts, Münchens och Berlins flygplatser har fler passagerare. Största flygbolag vid flygplatsen är Eurowings. Flygplatsen är belägen 9 km från centrala Düsseldorf.

## Historia
Flygplatsen öppnade 19 april 1927 efter två års byggande.
Den 11 april 1996 brann det i Terminal A, förmodligen på grund av svetsning på taket. 17 personer dog, och många blev skadade, de flesta efter att ha andas in rök. Terminalbyggnaden blev svårt skadad och var stängd i fem år. Den 1 juli 2001 öppnades den igen efter att ha byggts om nästan helt.

## Transport

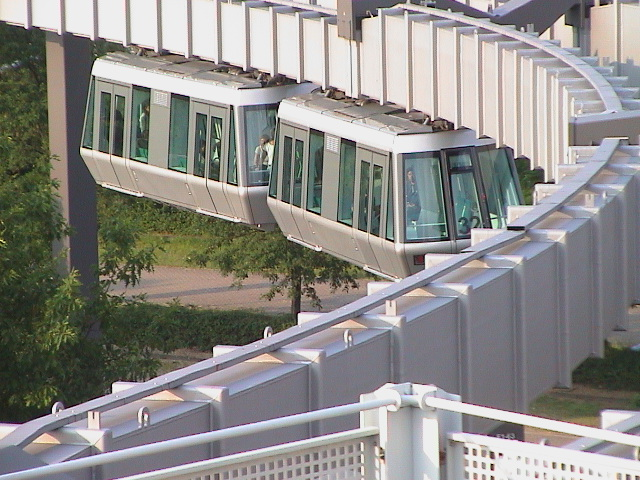
SkyTrain

En monorail-bana kallad SkyTrain förbinder terminalbyggnaderna med järnvägsstationen, Düsseldorf Flughafens station, varifrån det går tåg till Düsseldorfs centrum. SkyTrain-banan hade premiär 2002 och ersatte en busslinje. SkyTrain åker de 2,5 km mellan terminalen och järnvägsstationen i en hastighet av max 50 km/h.

## Passagerare
- 2002 14,75 miljoner
- 2004 15,20 miljoner
- 2006 16,60 miljoner
- 2008 18,15 miljoner
- 2010 18,98 miljoner
- 2012 20,80 miljoner
- 2014 21,85 miljoner
- 2016 23,52 miljoner

## Destinationer

### Terminal A
Terminal A trafikeras av Lufthansa och Star Alliance.
- Austrian Airlines (Graz, Wien)
- Condor (Antalya, Arrecife, Bergen, Chania, Dalaman, Faro, Fuerteventura, Funchal, Heraklion, Hurghada, Ibiza, Izmir, Jerez de la Frontera, Kerkyra, Kirkenes, Las Palmas, Linz, Mahon, Málaga, Palma, Rodos, Santa Cruz, Santorini, Teneriffa
- Croatia Airlines (Dubrovnik, Split)
- LOT Polish Airlines (Warszawa)
- Lufthansa (Barcelona, Basel, Belgrad, Berlin-Tegel, Bilbao, Birmingham, Bukarest-Otopeni, Budapest, Dresden, Frankfurt, Geneva, Göteborg-Landvetter, Hamburg, Katowice, Kiev-Boryspil, Leipzig/Halle, London-City, London-Heathrow, Lyon, Madrid, Malaga (starter), Manchester, Marseille, Milano-Malpensa, Moskva-Sjeremetievo, München, Newcastle, Nice, Nürnberg, Palma, Paris-Charles de Gaulle, Prag, Rom-Fiumicino, Sofia, Stockholm-Arlanda, Stuttgart, Valencia, Wien)
- Eurowings (Toulouse, Turin, Warszawa, Westerland/Sylt, Wien)
- Lufthansa CityLine (Warszawa, Wien, Zürich)
- Scandinavian Airlines System (Köpenhamn, Göteborg-Landvetter, Stockholm-Arlanda)
- Swiss International Air Lines (Zürich)

### Terminal B
Terminal B trafikeras med inrikesflygningar samt av de två flygallianserna Oneworld och SkyTeam.
- Aegean Airlines (Aten, Heraklion, Thessaloniki)
- Aer Lingus (Dublin)
- Aeroflot (Moskva-Sjeremetievo)
- airBaltic (Riga, Vilnius)
- Air France (Paris-Charles de Gaulle)
- Air Serbia (Belgrad)
- British Airways (London-Heathrow)
- Corendon Airlines (Antalya, Istanbul-Sabiha Gokcen)
- Delta Air Lines (Atlanta)
- Emirates (Dubai)
- Finnair (Helsingfors)
- Iberia Airlines (Madrid)
- Jet2.com (Leeds/Bradford)
- KLM Royal Dutch Airlines (Amsterdam)
- Norwegian Air Shuttle (Oslo)
- Pegasus Airlines (Adana, Antalya, Bodrum, Gaziantep, Istanbul, Izmir, Kayseri, Samsun, Trabzon)
- Rossiya Airlines (Moskva-Vnukovo, S:t Petersburg)
- Royal Air Maroc (Casablanca, Nador)
- Tunisair (Djerba, Monastir, Tunis)
- Turkish Airlines (Adana, Ankara, Antalya, Istanbul-Atatürk, Izmir, Kayseri, Samsun, Trabzon)

### Terminal C
Terminalen C används främst för "icke-Schengen"-destinationer. Detta omfattar charterflyg med LGW, Emirates Airline och Delta. Terminal C ligger direkt i anslutning till hotellet Maritim Hotel.
- Air Malta (Malta)
- Carpatair (Timişoara)
- EgyptAir (Kairo)
- Mahan Air (Teheran-Imam Khomeini)
- Nouvelair (Monastir)
- Onur Air (Adana, Ankara, Istanbul-Atatürk, Izmir, Kayseri)
- S7 Airlines (Moskva-Domodedovo)
- SunExpress (Antalya, Bodrum, Izmir)
- TUIfly (Agadir, Antalya, Arrecife, Bodrum, Calvi, Catania, Chania, Dalaman, Djerba, Faro, Fuerteventura, Funchal, Heraklion, Hurghada, Jerez de la Frontera, Kos, Lamezia, Las Palmas, Leipzig/Halle, Mahon, Málaga, Monastir, Olbia, Palma de Mallorca, Patras, Rodos, Salou, Santorini, Teneriffa södra, Thessaloniki, Venedig)